# Iltizam
Un Iltizam (in arabo التزام‎?, iltizām) era una forma di tax farm (appalto delle imposte) che apparve nel XV secolo nell'Impero ottomano. Il sistema iniziò sotto Mehmed il Conquistatore e fu abolito durante le riforme di Tanzimat nel 1856.
Gli Iltizam erano venduti dal governo a ricchi notabili, che raccoglievano fino a cinque volte l'importo che avevano pagato tassando i contadini ed accantonandosi una parte della produzione agricola. Era un sistema molto redditizio e di grande beneficio per l'aristocrazia egiziana sotto i Mamelucchi e contribuì a creare una grande e potente élite. In Egitto fu abolito da Mehmet Ali come parte dei suoi sforzi di centralizzazione all'inizio del XIX secolo.
Il titolare di un Iltizam era chiamato mültezim (ملتزم).
Il iltizam era tipicamente un accordo annuale; il malikâne, sviluppato come implementazione dell'iltizam, era a vita.